# قرة جة وران عليا
قرة جة وران عليا (بالفارسية: قره‌جه‌وران علیا) هي قرية تقع في أذربيجان الغربية في إيران. يقدر عدد سكانها بـ 166 نسمة .